# Le mura di Adrianopoli
Le mura di Adrianopoli è un romanzo storico di Guido Cervo ambientato nel IV secolo, pubblicato in Italia dalla casa editrice Piemme.

## Trama
Dopo essere sfuggiti agli Unni, i Goti, stremati e affamati a causa del lungo vagabondare, sono giunti lungo le rive del Danubio. Con la promessa di infoltire con i propri uomini le schiere dell'esercito romano, essi hanno ottenuto dall'imperatore Valente il permesso di insediarsi in quelle terre di confine. Ma la pacifica convivenza tra Romani e Barbari si rivela ben presto una chimera e i contrasti sfociano in una battaglia sanguinosa combattuta sotto le mura di Adrianopoli in quello che sarà il giorno più lungo dell'Impero romano, e dopo il quale nulla sarà più come prima.
Il romanzo è narrato dal punto di vista di una serie di personaggi differenti, perlopiù fittizi, tra i quali si alternano personaggi secondari ed un nucleo di figure principali e ricorrenti tra cui: Martiniano, un ufficiale romano coinvolto in vari eventi chiave della vicenda che va dall'arrivo dei Goti sul Danubio alla difesa di Costantinopoli; un ambasciatore indiano in visita nell'Impero che assiste ai tragici eventi; lo stesso Fritigerno, capo dei Goti, del quale vengono descritti i dubbi e le difficoltà nel trovarsi inaspettatamente al comando del proprio popolo e, in fondo, la riluttanza nel cimentarsi in un conflitto a tutto campo con l'Impero.

## Edizioni
- Guido Cervo, Le mura di Adrianopoli, Piemme, 2009,  p. 553, ISBN 978-88-566-0377-4.